# Права ЛГБТ в Замбии
Лесбиянки, геи, бисексуалы и трансгендеры (ЛГБТ) в Замбии сталкиваются с юридическими проблемами, с которыми не сталкиваются граждане, не являющиеся ЛГБТ. Однополые сексуальные отношения в Замбии запрещены как для мужчин, так и для женщин. Бывшая колония Британской империи, Замбия унаследовала законы и правовую систему своих колониальных владельцев после обретения независимости в 1964 году. Законы, касающиеся гомосексуальность, в основном остались неизменными с тех пор, и гомосексуальность подпадает под действие законов о содомии, которые также запрещают зоофилию. Общественное отношение к ЛГБТ-людям в основном негативное и окрашено представлениями о том, что гомосексуальность аморальна и является формой безумия.
Представители ЛГБТ подвергаются нарушениям прав человека со стороны полиции и властей. Подвергаясь произвольным арестам и задержаниям, они подвержены насилию и жестокому обращению в заключении. Сообщается, что полиция угрожает и вымогает у ЛГБТ. Лица, привлечённые к ответственности за однополые отношения, подвергаются принудительному анальному обследованию в целях сбора доказательств. Такие процедуры являются инвазивными и травматичными и широко осуждаются медицинскими органами и правозащитными организациями. Они дискредитируются с целью предоставления каких-либо доказательств однополой сексуальной активности.
Другая серьёзная социальная дискриминация и злоупотребления направлены против ЛГБТ. Это могут быть целенаправленные угрозы, преследование, вандализм, насилие и другие преступления на почве ненависти, включая убийства. Они регулярно сталкиваются с притеснениями и дискриминацией со стороны общества, практически не прибегая к помощи полиции или правительства.

## Закон, касающийся однополых сексуальных отношений
Однополые сексуальные отношения запрещены статьями 155 и 156 уголовного кодекса Замбии (с поправками 1933 года, отменёнными и заменёнными Законом № 15 от 2005 года).
Статья 155 («Неестественные преступления») криминализирует гомосексуальный секс как тяжкое преступление, наказуемое тюремным заключением на срок от пятнадцати лет до пожизненного заключения.
Статья 156 предусматривает тюремное заключение сроком на семь лет за любую попытку «совершить любое из преступлений, указанных в статье сто пятьдесят пятой».
В уголовном кодексе нет законодательного положения, которое охватывало бы сексуальное поведение между несовершеннолетними противоположного пола.

## Ограничения на адвокатскую деятельность
Правительство Замбии не разрешает защиту прав ЛГБТ, несмотря на это, свобода выражения мнений была подтверждена судами. Тем не менее, в их отчете за 2021 год, голый вывод Государственного департамента США гласил: «Свобода выражения мнений или мирных собраний по вопросам ЛГБТК+ по-прежнему отсутствует».
В 1998 году в заявлении перед Национальной ассамблеей Замбии вице-президент Кристон Тембо призвал к аресту лиц, выступающих за права геев, ссылаясь на необходимость «защиты общественной морали». Президент Фредерик Чилуба назвал гомосексуальность «небиблейской» и «противоречащей человеческой природе». Позже министр внутренних дел Питер Мачунгва приказал арестовывать любого человека или группу, пытающихся официально зарегистрировать группу по защите прав геев. Герберт Ньендва, Регистратор обществ, заявил, что он откажется регистрировать любую ЛГБТ-организацию или гражданскую группу.

### Народ против Пола Касонкомона
Ограничения на пропаганду прав ЛГБТ были оспорены в судах Замбии в 2013 году, после того, как правозащитник появился в телевизионной программе ток-шоу. Во время программы активист призвал к декриминализации гомосексуальность в Замбии, признание прав сексуальных меньшинств и распространение ВИЧ, с которым нужно бороться среди групп сексуальных меньшинств. После окончания программы активист был остановлен полицией, провёл ночь в тюрьме и обвинён в подстрекательстве общественности к участию в непристойных действиях. Позже активисту было предъявлено обвинение в «бездействии и хулиганстве в соответствии со статьей 178 (g) Уголовного кодекса законов Замбии».
В суде первого уровня, Магистратском суде, судья вынес решение в пользу активиста и заявил, что заявления активиста отражают акт свободы выражения мнений. Правительство оспорило это решение.
В Высшем суде судебная власть постановила, что правительство не может доказать, что участие активиста в дебатах не может считаться «подстрекательством», поскольку призывы активистов не были настойчивыми и не содержали элемента давления. Суд согласился, что телевизионную программу можно считать «общественным местом». Суд не согласился с правительством в том, что заявления активиста преследовали «аморальные цели», поскольку активист не поощрял людей к однополым отношениям, а защищал людей от вреда. Кроме того, Высший суд постановил, что активист разумно осуществлял своё право на свободу выражения мнений.

## Судебные иски и реформы
Хотя Замбия придерживается строгой позиции в отношении любых форм деятельности ЛГБТ, ООН предприняла ряд усилий по изменению своей политики и законодательства в отношении однополых отношений. Эти усилия были в значительной степени напрасны, поскольку Замбия придерживалась своей политики.
Правовая политика Замбии в отношении однополых отношений фактически породила национальную среду гомофобии, которая привела к тому, что система правосудия серьёзно ущемляет права лиц, идентифицирующих себя как ЛГБТ. Система правосудия не признаёт и не защищает жизни ЛГБТ-граждан, что фактически открыло окно для действий гражданской милиции против представителей ЛГБТ. В документе Государственного департамента США по правам человека говорится, что:

Правительство обеспечивает соблюдение закона, который криминализирует гомосексуальное поведение, и не реагирует на дискриминацию в обществе. Согласно группам защиты прав ЛГБТ, имело место насилие в обществе, а также дискриминация в сфере занятости, жилья и доступа к образованию или здравоохранению. ЛГБТ-группы сообщали о частых нападениях и дискриминации в районах, в которых они действовали. Активисты сообщали о регулярных притеснениях, включая угрозы с помощью текстовых сообщений и электронной почты, вандализм, преследование и открытое насилие.

В мае 2014 года жители района Мараподи в Лусаке задержали двух женщин, которых подозревали в лесбиянках. Они схватили женщин, доставили их в местный полицейский участок и потребовали их ареста.
В январе 2015 года открытый гей подвергся нападению толпы, в которую, по сообщениям, входили трое полицейских.
Замбия отвергла ряд реформ. В 2011 году Замбия была одной из трех стран, которые воздержались от призыва Совета по правам человека подготовить доклад о правах своих ЛГБТ-граждан. В обзоре УПО 2012 года Замбия отклонила рекомендации об отмене законов, криминализирующих однополые отношения. Это последовало за аналогичной рекомендацией УПО в его обзоре 2008 года. Делегация Замбии представила следующее в защиту своих отказов:

Процесс разработки Конституции даст людям возможность определить, должны ли конкретные права для ЛГБТ быть закреплены в Конституции. Правительство было решительно настроено не предписывать замбийскому народу те права, которые должна содержать Конституция, но позволить им самим принять такое решение.

Однако в своем обзоре за 2018 год Замбия отметила рекомендации по декриминализации однополых отношений. Кроме этого, до сих пор не было предпринято никаких дальнейших действий.

## Признание однополых отношений
Замбия не признаёт однополые пары. В 2006 году министр внутренних дел Ронни Шикапваша заявил, что Замбия никогда не легализует однополые браки, утверждая, что это грех, который противоречит христианскому статусу страны. В феврале 2010 года Национальная конституционная конференция (НКК) единогласно согласилась принять положение, которое прямо запрещает браки между людьми того же пола.

## Условия жизни
В докладе Госдепартамента США по правам человека за 2010 год было установлено, что «правительство применяло закон, который криминализирует гомосексуальное поведение, и не реагировало на дискриминацию в обществе» и что «имело место насилие в обществе в отношении гомосексуалистов, а также дискриминация в сфере занятости, жилья и доступа к образованию или здравоохранению».

### Отношение сообщества
Гомосексуальность в замбийском обществе в значительной степени отражает влияние евангельских религий и историческое колониальное отношение к гомосексуальности. Возможно, это был крупнейший получатель евангелических миссионеров-фундаменталистов в британские колониальные времена, такая религиозная приверженность фундаменталистского стиля широко распространена в Замбии.
В 1999 году неправительственная организация Замбия против людей с ненормальными сексуальными актами (ZAPASA) была создана для борьбы с гомосексуализмом и гомосексуалистами в Замбии.
Опрос 2010 года показал, что только 2 % замбийцев считают гомосексуальность морально приемлемой, что на девять пунктов ниже показателя, зарегистрированного в Уганде (11 %). В 2013 году Кристин Касеба, жена бывшего президента Майкла Сата, заявила, что «замалчивание проблем мужчин, занимающихся сексом с мужчинами, должно быть прекращено, и никто не должен подвергаться дискриминации по признаку их сексуальной ориентации».

### Домогательства и насилие
Согласно докладу, представленному Комитету ООН по правам человека организацией «Global Rights» и «Международной комиссией по правам человека геев и лесбиянок», криминализация гомосексуального секса по обоюдному согласию в Замбии «оказывает разрушительное воздействие на людей, практикующих однополые отношения в Замбии». В докладе утверждается, что представители ЛГБТ подвергаются произвольным арестам и задержаниям, «дискриминации в области образования, занятости, жилья и доступа к услугам», а также вымогательству, часто с ведома или при участии правоохранительных органов. Отчет Государственного департамента США о практике соблюдения прав человека в Замбии за 2021 год подтверждает это, заявляя:

Полиция применяла насилие, словесные и физические домогательства в отношении лиц по признаку гендерной идентичности и сексуальной ориентации. Представители ЛГБТК+ подвергались риску насилия в обществе из-за преобладающих предрассудков, неправильного понимания закона, отсутствия правовой защиты и невозможности доступа к медицинским услугам, и подвергались длительным задержаниям.

В докладе отмечается, что правозащитные группы ЛГБТК + советуют полиции регулярно вымогать взятки у арестованных лиц за предполагаемую однополую связь.
Исследовательская и правозащитная группа Human Rights Watch сообщает об использовании принудительных анальных обследований для судебного преследования полицией, несмотря на то, что такие процедуры не имеют доказательной ценности в отношении однополых отношений. Экзамены широко осуждаются как инвазивные и травматичные. Всемирная организация здравоохранения и медицинские власти рассматривают их как жестокое обращение. В отчёте о конкретном судебном преследовании 2014 года Amnesty International описала обращение с двумя мужчинами по делу, которые были подвергнуты принудительному анальному обследованию, как «равносильное пытке и научно несостоятельное».

### ВИЧ и СПИД
По состоянию на июль 2007 года ни одна государственная или частная программа не предоставляет гомосексуальным мужчинам консультации, связанные с ВИЧ, в Замбии, где уровень распространенности ВИЧ среди взрослого населения составляет примерно 17 %. Хотя мужчины, вступающие в однополые сексуальные отношения, имеют более высокий риск передачи ВИЧ, государственная национальная программа борьбы со СПИДом не затрагивает однополые отношения.
В июне 2007 года Министерство здравоохранения Замбии согласилось провести совместно с Центрами по контролю и профилактике заболеваний и Обществом охраны здоровья семьи в рамках Population Services International оценку распространенности и передачи ВИЧ и СПИДа среди мужчин-геев.

## Таблица
| Однополые сексуальные отношения легальны                                                                  | No |
| Равный возраст согласия                                                                                   | No |
| Антидискриминационные законы только в сфере занятости                                                     | No |
| Антидискриминационные законы при предоставлении товаров и услуг                                           | No |
| Антидискриминационные законы во всех других областях (вкл. косвенная дискриминация, разжигание ненависти) | No |
| Признание однополых пар                                                                                   | No |
| Усыновление приемных детей однополыми парами                                                              | No |
| Совместное усыновление однополыми парами                                                                  | No |
| Геям разрешено служить в армии                                                                            | No |
| Право на изменение юридического пола                                                                      | No |
| Доступ к ЭКО для лесбиянок                                                                                | No |
| Коммерческое суррогатное материнство для однополых пар                                                    | No |
| МСМ разрешено сдавать кровь                                                                               | No |